# Воробино (Красноярский край)
Воро́бино — деревня в Сухобузимском районе Красноярского края России. С 12 декабря 2012 деревня вошла в состав села Сухобузимское.

## География
Деревня расположена в месте впадения реки Шила в Бузим в 5 км западнее центра села Сухобузимское.

## История
Образована деревня в 1713 году енисейскими казаками Воробиными.
Жители деревни занимались сельским хозяйством: сеяли зерно, выращивали скот.
В 1929 году 112 семей (472 чел.) объединились в коллективное хозяйство — колхоз «Красный партизан». Посевная площадь 1114 га.
В 1957 году колхоз «Красный партизан» объединился с колхозом «Красный земледелец» в колхоз им Хрущева.
В 1962 году при реорганизации колхозов в совхозы, колхоз им. Хрущева реорганизовали в совхоз «Сухобузимский».
В 1992 году этот совхоз преобразован в АО «Сухобузимское», а деревня Воробино стала отделением этого хозяйства.

## Население
| 1989 | 2002 | 2010 |
| ---- | ---- | ---- |
| 469  | ↘336 | ↘252 |

## Инфраструктура
В деревне имеется сельский клуб, фельдшерско-акушерский пункт. Школа закрылась в 2008 г.